# Coton à fromage

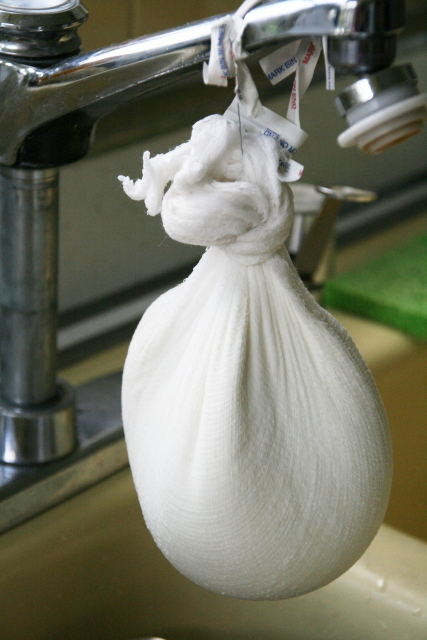
Fromage dans un coton à fromage.

Le coton à fromage est un morceau de tissu à mailles assez grossières utilisé en cuisine comme tamis. Employé à l'origine pour égoutter le lait caillé utilisé pour faire du fromage, il sert aujourd'hui de filtre pour séparer les liquides visqueux de la matière solide en suspension.
Comme il est extrêmement absorbant, il est aussi utilisé pour appliquer certains produits de finition pour les bois tels que les teintures, les huiles et est idéal pour polir certaines cires, comme la cire d'abeille.
Il peut aussi être utilisé pour préparer du café glacé.